# Lomariocycas
Lomariocycas,  rod papratnica iz porodice Blechnaceae. Postoji 18 vrsta iz neotropa, Afrike i Madagaskara. Ima nekoliko endemskih vrsta sa otočja Juan Fernandez, Tristan da Cunha,  Madagaskara, Kube.

## Vrste
1. Lomariocycas aurata (Fée) Gasper & A. R. Sm.
2. Lomariocycas columbiensis (Hieron.) Gasper & A. R. Sm.
3. Lomariocycas cycadifolia (Colla) Gasper & A. R. Sm.
4. Lomariocycas decrescens (Rakotondr.) Gasper & A. R. Sm.
5. Lomariocycas insularis (C. V. Morton & Lellinger) Gasper & A. R. Sm.
6. Lomariocycas longepetiolata (Tardieu) Gasper & A. R. Sm.
7. Lomariocycas longipinna (Rakotondr.) Gasper & A. R. Sm.
8. Lomariocycas madagascariensis (Tardieu) Gasper & A. R. Sm.
9. Lomariocycas magellanica (Desv.) Gasper & A. R. Sm.
10. Lomariocycas moritziana (Klotzsch) Gabriel y Galán & Vicent
11. Lomariocycas obtusifolia (Ettingsh.) Gasper & A. R. Sm.
12. Lomariocycas palmiformis (Thouars) Gasper & A. R. Sm.
13. Lomariocycas rufa (Spreng.) Gasper & A. R. Sm.
14. Lomariocycas schomburgkii (Klotzsch) Gasper & A. R. Sm.
15. Lomariocycas shaferi (Broadh.) Gasper & A. R. Sm.
16. Lomariocycas tabularis (Thunb.) Gasper & A. R. Sm.
17. Lomariocycas werckleana (Christ) Gasper & A. R. Sm.
18. Lomariocycas yungensis (J. P. Ramos) Gasper & A. R. Sm.